# Joyce Hyser
Joyce Hyser (Nova Iorque, 20 de dezembro de 1957) é uma atriz americana.
Hyser atuou no cinema em The Hollywood Knights, Just One of the Guys, This Is Spinal Tap, Greedy, The Wedding Pact. They All Laughed, Valley Girl (filme), Staying Alive, The Last Hunt (1985), Can't Be Heaven, Teddy Bear's Picnic, The Wedding Pact ou Art of Revenge. Na televisão, trabalhou em Freddy's Nightmares, Murder, She Wrote, L.A. Law, The Division e CSI: Crime Scene Investigation.
Joyce Hyser também foi destaque no vídeo da música "I Can Dream About You", de Dan Hartman que teve extrema repercussão e por muito tempo foi divulgada na MTV em meados dos anos 1980. No vídeo, Dan Hartman é um barman que suspira por uma cliente bonita, Joyce Hyser. 

## Vida pessoal
Foi namorada de Warren Beatty e Bruce Springsteen e é porta-voz da Harold Robinson Foundation.

## Filmografia parcial
- 1981: They All Laughed
- 1983: Staying Alive
- 1984: This Is Spinal Tap
- 1985: Just One of the Guys